# Marcin Bielski
Marcin Bielski, född 1495, död 1575, var en polsk historieskrivare och författare.
Bielski deltog i sin ungdom i många krig, men levde sedermera på sitt gods Biała. Hans litterära rykte grundar sig främst på Kronika świata (1550), en världshistoria, som sträcker sig från skapelsen till Bielskis tid, och Kronika polska (1597), ett verk om Polens historia, som avslutades och utgavs av hans son Joachim Bielski (född omkring 1540, död 1599, Sigismunds sekreterare). Dessa arbeten är de första historiska verk på polska språket och blev av största betydelse för utvecklingen av den polska prosan. Han författade även bland annat ett par satiriska dikter, Sen majowy (Majdröm) och Seym niewiesci (Kvinnoförsamling) samt Sprawa rycerska (1569), ett viktigt verk över krigskonsten.